# Wende (Västtyskland)
Wende (IPA: ˈvɛndə) (tyska för vändpunkt, förändring), initialt även kallad Bonner Wende, betecknar i Västtysklands politiska historia den kursändring som följde av mittenliberala partiet FDP:s svängning åt höger och det resulterande regeringsskiftet hösten 1982.

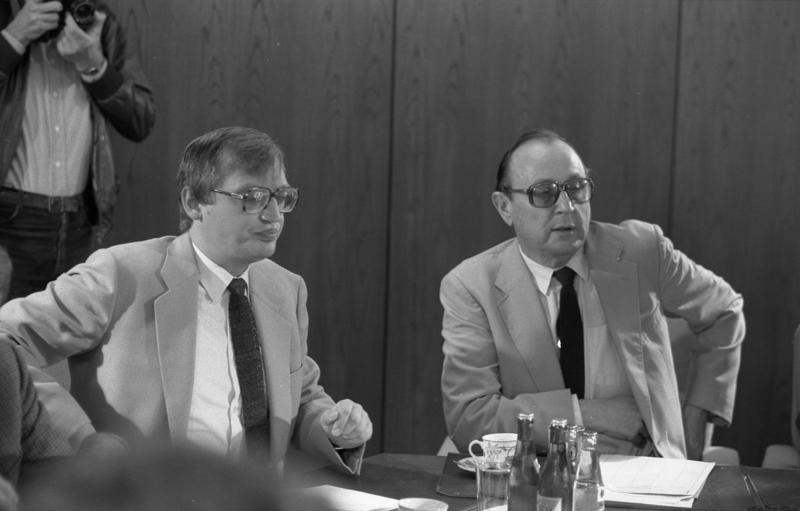
FDP:s presidium i september 1982.
Till höger Hans-Dietrich Genscher, partiledare.
Till vänster generalsekreteraren Günter Verheugen, som vid die Wende lämnade FDP och gick över till SPD.

FDP, med Hans-Dietrich Genscher som ordförande, var sedan 1974 i regeringskoalition med socialdemokratiska SPD, med Helmut Schmidt (SPD) som förbundskansler. Samarbetet inom koalitionen skavde dock, inte minst mellan SPD:s vänsterflygel och ett FDP som sökte sig mer åt höger, framför allt med falangen kring ekonomiministern Otto Graf Lambsdorff, som ställde krav på mer marknadsliberala reformer, och hösten 1982 lämnade FDP regeringssamarbetet, för att istället samarbeta med den kristdemokratiska oppositionen, CDU/CSU. Efter en misstroendeförklaring mot Schmidts kvarvarande minoritetsregering blev Helmut Kohl (CDU/CSU) den 1 oktober 1982 ny förbundskansler, i spetsen för en CDU/CSU-FDP-koalition.
I samband med detta lämnade ett antal ledande FDP-politiker partiet, varav en del gick över till SPD.